# شوهی یامادا
شوهی یامادا (انگلیسی: Shuhei Yamada؛ زادهٔ ۲۲ آوریل ۱۹۹۳) بازیکن فوتبال اهل ژاپن است.